# Cidade do Aço FM
Cidade do Aço FM é uma emissora de rádio pertencente ao Sistema Sul Fluminense de Comunicação, instalada na cidade de Volta Redonda, no sul do Rio. Foi uma das primeiras estações de frequência modulada a operar na região, juntamente com a Rádio Sociedade FM, empresa do grupo, e a Rádio Sul Fluminense FM. Elas entraram em funcionamento em 26 de outubro de 1979. Um de seus fundadores foi o advogado, político e empresário Feres Nader.
Seu alcance percorre toda a região do Sul Fluminense, como partes da Baixada Fluminense sendo uma das maiores audiências da região. É uma rádio com perfil jovem-popular.
Em sua programação destacam-se os programas: Bom Dia Cidade (apresentado por Rafael de Moura e Sérgio Mama ), Fala Cidade (apresentado por Tico Balanço ), Programa do Gama ( Ricardo Gama ) e Melhor da Cidade ( Claudinho Chiesse ).
Em uma pesquisa realizada em 2021 pelo Instituto Mind Pesquisas, a Cidade do Aço FM foi apontada como líder de audiência geral nas cidades de Barra Mansa e Volta Redonda.